# 莊拿芬·泰希
莊拿芬·格拉奥·泰希（德語：Jonathan Glao Tah，發音：[ˈjoːnatan ˈtaː]；1996年2月11日—）是一名德国職業足球員，司职中堅。目前效力于德甲俱樂部拜仁慕尼黑。2016年3月，首次代表德國國家隊上陣。其後因安東尼奧·魯迪格在國家隊集訓時受傷，莊拿芬·泰希獲補選入德國國家隊歐國盃參賽名單。

## 球會生涯
2015年7月15日，泰希以750萬歐元的身價與勒沃库森簽下一份為期五年的合約。
2024年，泰希協助勒沃库森队赢得了俱乐部历史上首个德甲联赛冠军。

## 榮譽
勒沃库森
- 德国足球甲级联赛冠軍：2023–24[3]
- 德国足协杯冠軍：2023–24[4]

## 外部連結
- kicker profile （页面存档备份，存于） （德語）
- Jonathan Tah－UEFA國際賽競賽紀錄